# 胡里奥·格隆多纳
胡里奥·格隆多纳（西班牙語：Julio Humberto Grondona，1931年9月18日—2014年7月30日）是1979年至2014年間的阿根廷足球协会主席。他还担任过国际足球联合会副主席。胡里奥·格隆多纳的足球生涯始于1956年，当时他和他的兄弟在布宜诺斯艾利斯薩蘭迪成立了萨兰迪阿森纳足球俱乐部，名稱来自於同名的英格蘭球队。从1957年到1976年，格隆多纳担任了近二十年的阿森纳足球俱乐部主席。後來他又当选为独立竞技俱乐部主席。格隆多纳于2014年7月30日在布宜诺斯艾利斯因主动脉瘤去世，享年82岁。